# Вулиця Михайла Грушевського (Мелітополь)
Вулиця Михайла Грушевського — вулиця в історичному центрі Мелітополя. Йде від Селянської вулиці до Петропавлівської вулиці. 

## Історія
Спочатку вулиця називалася Воронцовською на честь новоросійського генерал-губернатора М. С. Воронцова. Потім вулицю перейменували на Ярмаркову, а 25 жовтня 1921 року — на Трудову. 1924 року вже згадується як вулиця Карла Маркса. 2016 року перейменувана на честь Михайла Грушевського відповідно до закону про декомунізацію. 7 квітня 2023 року, під час Російського вторгнення в Україну, російська окупаційна влада Мелітополя видала наказ про повернення вулиці імені Карла Маркса.

## Об'єкти
- Редакція «Мелітопольських відомостей»
- Мелітопольський палац творчості дітей та юнацтва
- Мелітопольський міськвиконком
- Мелітопольський краєзнавчий музей
- Палац культури. При вході, до 2016 року, стояли бюсти мелітопольських революціонерів Н. І. Пахомова і К. І. Бронзоса
- Мелітопольський—Веселівський військкомат
- Пам'ятник В. І. Леніну (демонтований 2015 року)

## Галерея

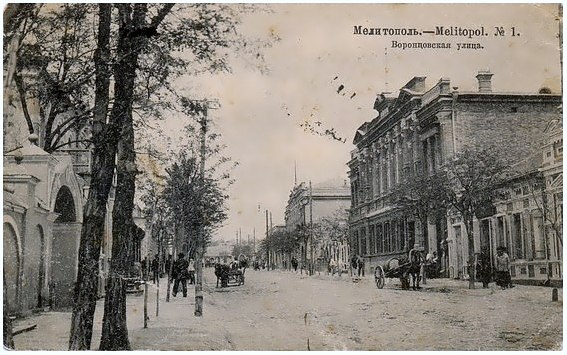
Фото вулиці початку XX століття
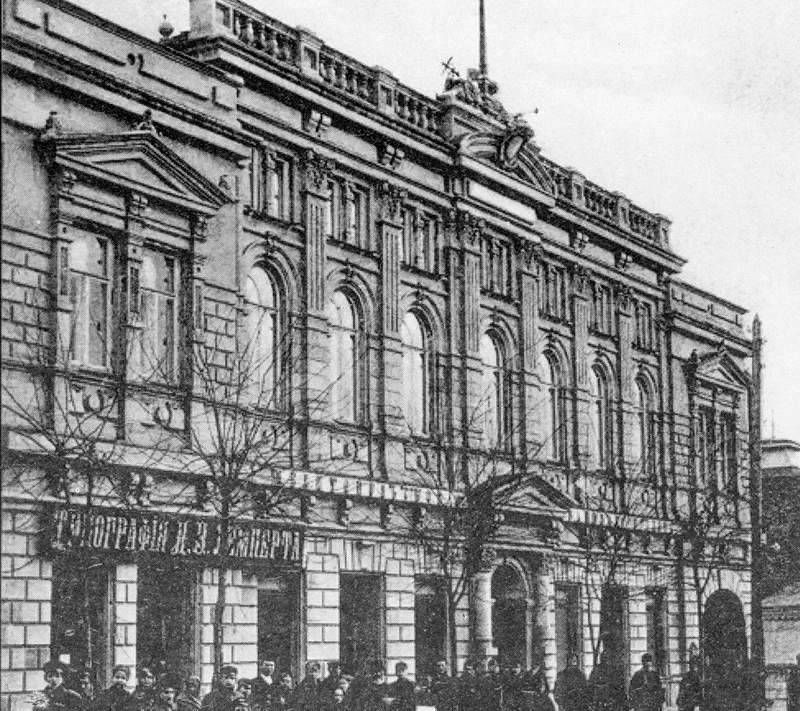
Мелітопольське Товариство Взаємного Кредиту. Нині Палац творчості дітей та юнацтва.
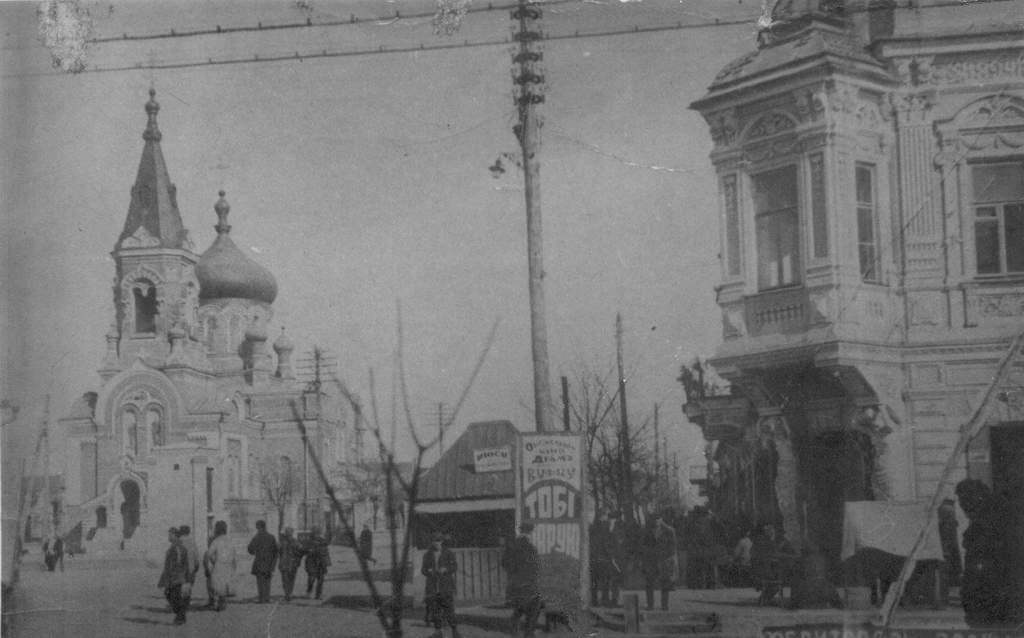
Перехрестя з Маріїнським проспектом. Початок XX століття
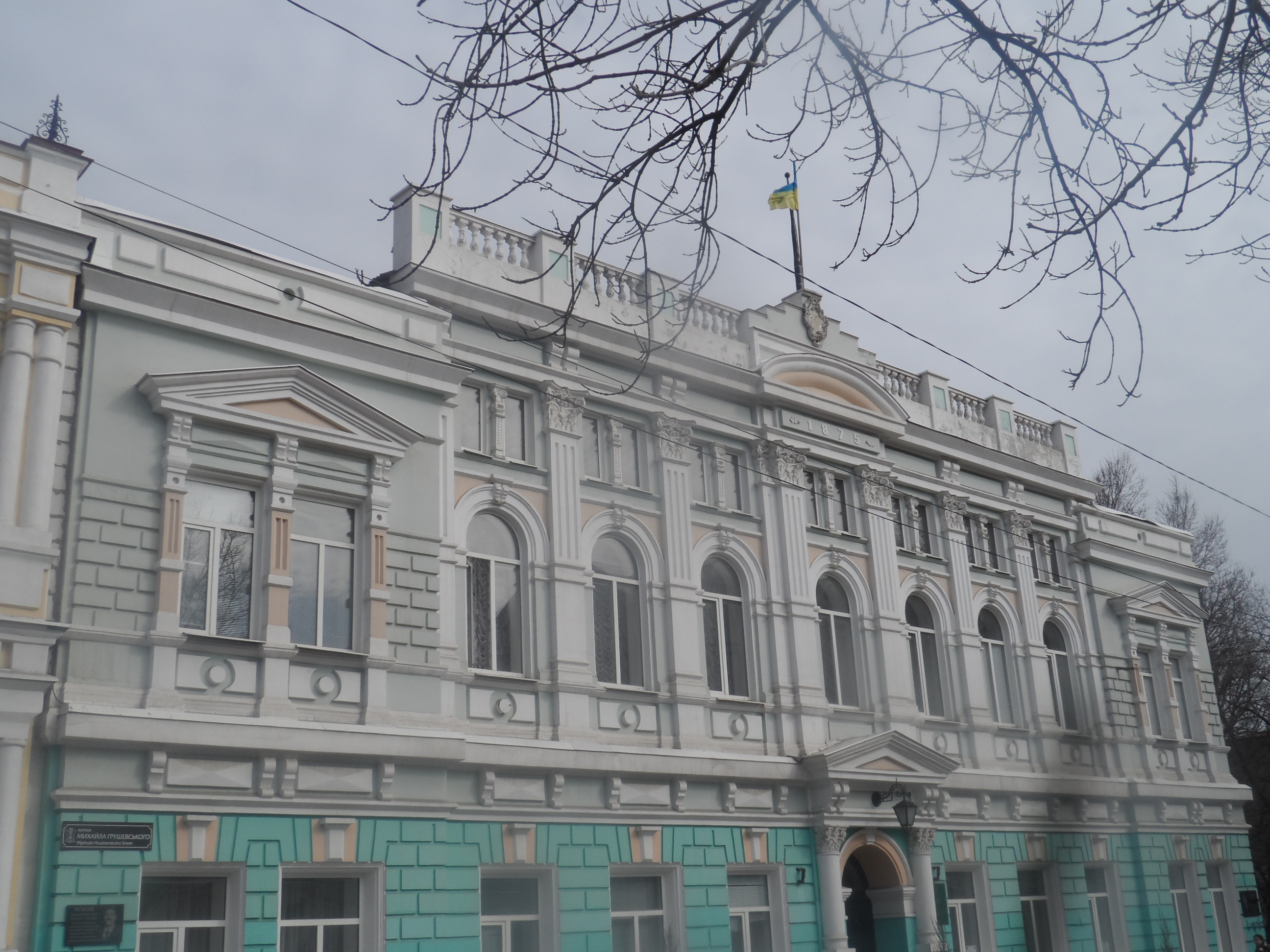
Палац творчості дітей та юнацтва